# 石面报春
石面报春（学名：Primula epilithica）为报春花科报春花属下的一个种。

## 扩展阅读
- 維基物種上的相關：石面报春